# Agra (Attica)
Agra era un sobborgo di Atene, sulle rive del fiume Ilisso, menzionata da Giorgio Colli nell'introduzione del suo libro La sapienza greca e da Platone nel Fedro. 
Il ruolo di questa località era pertinente all'iniziazione dei prescelti ai misteri eleusini, iniziazione che avveniva in due tempi: i piccoli misteri, che si celebravano in primavera ad Agra, e i grandi misteri, che avvenivano sei mesi più tardi.